# 제니트 로켓

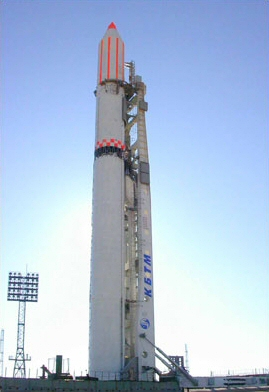

제니트(우크라이나어: Зеніт, 러시아어: Зенит)는 우크라이나의 유즈노예가 개발한 소련의 우주발사체이다. 1985년 4월 13일 제니트-2가 처음 발사되었다. 킬로그램당 2,567 달러의 저렴한 발사비용을 자랑한다. 인공위성 1회 발사비가 3,500만 달러에 불과하다. 제니트는 "천정, 정점, 절정"을 뜻한다.

## 버전
제니트 로켓은 다음의 모델이 있다.
- 제니트-2, 퇴역
- 제니트-3, 사용중
- 제니트-2M, 사용중, M은 최신형(Modern)이란 의미.
- 제니트-3M, 사용중
- 제니트-3F, 사용중

## 우주왕복선
에네르기아는 1987년, 1988년 2회 발사하고 퇴역한 러시아의 우주왕복선이다. 100톤의 인공위성을 한번에 운반할 수 있다. 우주정거장 모듈이 20톤이다.
1981년 최초발사한, 24.4톤 인공위성을 운반할 수 있는 미국의 우주왕복선은 양쪽에 거대한 단발 고체로켓을 2개 부착한다. 반면에 소련의 에네르기아 우주왕복선은 액체로켓 4발을 2개씩 양쪽에 4개를 장착한다. 즉 미국은 우주왕복선은 부스터 노즐이 모두 2개인 반면, 러시아는 16개다. 그 16개의 엔진 노즐 중 하나가 바로 나로호 엔진이다. 에네르기아는 노즐 4개를 한다발로 한 RD-170을 사용했다. 또한 부스터 말고도, 본체인 대형 연료통에도 2개의 메인 엔진이 장착되어 있는 점이, 엔진이 전혀 없이 연료통만 있는 미국 우주왕복선과 다르다.

## 나로호
제니트 로켓은 나로호 1단 엔진 4발을 묶은 추력 800톤 RD-171 엔진을 1단으로 사용한다. 2009년 나로호가 1985년 제니트 계열 엔진을 사용하는 것이다.
러시아의 차세대 로켓인 앙가라 로켓은 다양한 버전이 계획되어 있다. 앙가라 1.1과 1.2는 코스모스, 치클론, 로콧을 대체할 것이다. 앙가라 3는 우크라이나의 제니트를, 앙가라 5는 프로톤을 대체할 것이다. 3은 추력 200톤의 RP-1 1단 로켓을 세다발로, 5은 다섯다발로 묶은 것이다.
나로호는 앙가라 1.1과 동일하다. 나로호 1단 엔진은 앙가라 엔진과 하드웨어는 동일한데 소프트웨어로 추력을 200톤에서 170톤으로 하향 조정만 한 것이라고 보도되었다. 2단은 한국산으로 하였다.
러시아는 앙가라 1.1의 시험발사는 취소하고 바로 2013년 앙가라 1.2의 시험발사를 계획중이다. 앙가라 1.2는 나로호 2단을 추력 30톤의 RP-1 로켓으로 교체한 것인데, 한국은 최근 추력 30톤의 RP-1 엔진을 우크라이나 유즈노예사에서 설계도를 구입, 국산화를 완료하였다. KARI 30톤급 로켓엔진 참고. 그러나 나로호 1단을 추가로 수입해 30톤 엔진을 2단으로 장착할 것이라는 계획은 발표된 적이 없다.

## 같이 보기
- 치클론 4호
- 우크라이나 국립우주국